# Regionale 2010
Die Regionale 2010 war die bis 2010 von der Region Köln/Bonn ausgerichtete Regionale. Beteiligt waren die Städte Köln, Bonn und Leverkusen und die Kreise Rheinisch-Bergischer Kreis, Oberbergischer Kreis, Rhein-Erft-Kreis und Rhein-Sieg-Kreis. Unter dem Motto Brückenschläge wurden 53 Projekte zu den Themenbereichen Bildung, Mobilität und Natur realisiert, einige davon wurden über Kommunal- und Kreisgrenzen hinweg entwickelt.
Sie wurde 2009 vom Bundesverkehrsministerium mit dem Nationalen Preis für integrierte Stadtentwicklung und Baukultur ausgezeichnet.

## Prozess
Im Jahr 1999 beschloss der „Region Köln/Bonn und Nachbarn e. V.“, sich um die Regionale 2010 zu bewerben. Am 29. Januar 2002 erteilte die NRW-Landesregierung der Region den Zuschlag zur Ausrichtung der Regionale auf Grundlage eines eingereichten Memorandums. Im Jahr 2002 folgte ein Projektaufruf, auf den etwa 200 Vorschläge eingereicht wurden.
Ende 2003 wurde die Regionale 2010 Agentur gegründet, um das Gesamtprogramm zu strukturieren, die inhaltlich-programmatische Ausgestaltung der Arbeitsbereiche voranzutreiben und die Projektträger vor Ort zu beraten und zu unterstützen. Besonders die Entwicklung und Zuordnung der acht thematischen Arbeitsbereiche trugen maßgeblich zur Strukturierung bei. Diese Arbeitsbereiche waren: Rhein, Grün, Stadt, Gärten der Technik, Kulturelles Erbe, Standort, Wissenschaft, Nachwuchs und Mobilität.
Für eine Förderung mussten Projekte besondere Qualitätsanforderungen erfüllen, da sie exemplarische Lösungen für regionale Entwicklungsaufgaben bieten und Vorbildcharakter für die Region und darüber hinaus besitzen sollten. Der Reifeprozess eines Projekts wurde in mehrere Phasen unterteilt, beginnend mit dem Basiskriterium der „regionalen Bedeutsamkeit“, das als „Nulllinie“ galt. Projekte, die dieses Kriterium erfüllten, wurden einem Stufenmodell unterzogen, das von D bis A reichte. Zwei Mal im Jahr wurden alle Projekte vom Ausschuss der Regionale 2010 und dem internationalen Fachbeirat einer Qualifizierungsstufe zugeordnet. Nur Projekte der Stufe A erhielten eine grundsätzliche Förderwürdigkeit und wurden seitens des Landes Nordrhein-Westfalen mit einer Förderpriorität versehen.
Eine öffentliche Präsentation zahlreicher Projekte und im Rahmen der Regionale erarbeiteten Entwicklungsperspektiven fand 2010 unter dem Slogan „Rheinische Welt-Ausstellung“ in der Region statt.

## Projekte

### #01 Regiogrün
Stadt Köln, Rhein-Erft-Kreis, Rheinisch Bergischer Kreis
Der Neubau des Landschaftsparks Belvedere ist eines von mehreren Projekten zum Aufbau und Verbindung von Grünflächen.

### #02 Grünes C
Stadt Bonn, Rhein-Sieg-Kreis
Das „Grüne C“ verknüpft die Freiräume im Norden der Stadt Bonn miteinander und schafft dabei Brückenschläge über den Rhein. Den Rahmen für das Gebiet bilden auf der linken Rheinseite Bonn, Alfter und Bornheim, auf der rechten Niederkassel, Troisdorf und Sankt Augustin.

### #03 Grüner Fächer
Der „Grüne Fächer“ verknüpft die Freiraumkorridore Leverkusens ausgehend vom „Neuland-Park“ zu einem vielseitigen, regional vernetzten Freiraumsystem.

### #04 Neue Bahnstadt Opladen
Stadt Leverkusen
Unter dem Motto Neue Bahnstadt Opladen wurde ein ehemaliges Betriebsgelände zu einem neuen Stadtviertel umgebaut.

### #05 Stadt Impuls Gummersbach
Oberbergischer Kreis
Die Reaktivierung des Steinmüllergeländes ist ein Projekt zur neuen Selbstausrichtung der Stadt Gummersbach.

### #06 Rechtsrheinische Perspektiven Köln
Stadt Köln
Zur Bewältigung der komplexen Stadtentwicklungsaufgaben im rechtsrheinischen Siedlungsgebiet initiierte die Stadt Köln den Planungsprozess „Rechtsrheinische Perspektiven“. Ziel war es, ein übergeordnetes Entwicklungsleitbild zu erarbeiten, das bis dahin fehlte. In einem offenen Planungsdialog wurden übergeordnete Zusammenhänge sowie konkrete Entwurfsideen diskutiert.
Das rechtsrheinische Stadtgebiet hat als Standort bedeutender Einrichtungen wie der Koelnmesse und der Lanxess Arena sowie als wichtiger Verkehrsknotenpunkt für Auto-, Schienen- und Flugverkehr überregionale Bedeutung. Gleichzeitig boten 2010 aufgelassene Industrie- und Gewerbeflächen großes Entwicklungspotenzial. Deren Aktivierung bot Potenzial zur Stadtentwicklung beitragen und zugleich den Flächenverbrauch in der Region reduzieren. Zudem mangelte es an zusammenhängenden Freiräumen, um das Gebiet als Bindeglied zwischen dem Rhein und dem Bergischen Land zu stärken.
Der Planungsprozess umfasste ein Symposium (September 2010), einen interdisziplinären Entwurfsworkshop (Dezember 2010) sowie eine Wanderausstellung (Mai 2011). Die Ergebnisse wurden in einem Handlungsprogramm zusammengeführt, das als Grundlage für künftige Maßnahmen diente und weiterhin öffentlich diskutiert werden sollte.

### #07 Stadt Gestalten Bergisch Gladbach
Rheinisch Bergischer Kreis
Unter dem Motto wurden innerhalb der Stadt Bergisch Gladbach drei Projekte kombiniert:
- Umgestaltung des Bahnhofsumfeldes
- Neugestaltung der zentralen Fußgängerzone
- Offenlegung der Strunde

### #08 Ottoplatz
Stadt Köln
Neugestaltung des Ottoplatz, ein Bahnhofsvorplatz des Bahnhofs Köln Messe/Deutz.

### #09 Dynamik + Wandel – Eine Ausstellung zur Entwicklung der Städte am Rhein 1910–2010+
Die Ausstellung „Dynamik + Wandel“ im RheinForum Köln ermöglichte drei Monate lang (un-)bekannte Einblicke in Facetten aus 100 Jahren Stadtentwicklung und in die baukulturellen Herausforderungen der Zukunft. Sie widmete sich beispielhaft den Lebensläufen rheinischer Städte und bot der Fachwelt sowie einer breiten Öffentlichkeit mit einem umfangreichen Begleitprogramm ein lebendiges Forum zum Austausch über Vergangenheit, Gegenwart und Zukunft der Stadtentwicklung. Die Idee der Ausstellung war es, 100 Jahre nach der wegweisenden „Allgemeinen Städtebauausstellung“ von Werner Hegemann, im Präsentationszeitraum der Regionale 2010 wichtige Etappen, Strömungen und beispielhafte Geschichten der Stadtentwicklung von der Moderne bis ins 21. Jahrhundert nachzuzeichnen und zu reflektieren. Als Blaupausen dienten die vielfältigen „Lebensläufe“ der Städte Bonn, Köln, Leverkusen, Düsseldorf, Neuss und Duisburg.

### #10 Rheinboulevard
Stadt Köln
Gegenüber der Kölner Altstadt wurde das Deutzer Ufer zwischen Hohenzollern- und Deutzer Brücke als Rheinboulevard neu gestaltet.

### #11 Wohnen am Strom
Stadt Köln, verschiedene Standorte am Rhein
Das Projekt wurde durch die Stadt Köln initiiert um die Entwicklung vorbildliche Wohnbauarchitektur am Rhein unter Berücksichtigung der Herausforderungen des Bauens in hochwassergefährdeten Gebieten zu entwickeln. Teil des Projektes war ein die Erstellung eines Handbuches zu rechtlichen und technischen Rahmenbedingungen sowie einen Planungswettbewerb, der innovative Wohnbaukonzepte für das Kölner Rheinufer hervorbrachte.

### #12 Mondorfer Fähre
Stadt Bonn
Die Mondorfer Fähre über den Rhein von Bonn-Graurheindorf nach Niederkassel-Mondorf ist der wichtigste Brückenschlag des Projektes „Grünes C“ und wurde auf beiden Rheinseiten neu gestaltet, wodurch die räumliche Verknüpfung der unterschiedlichen Landschaftsräume im Norden Bonns über den Rhein hinweg umgesetzt wurde.

### #13 Innenstadtperspektive Wesseling
Rhein-Erft-Kreis
Mit der Innenstadtperspektive Wesseling wurde ein planerischer Leitfaden zur Entwicklung und Profilierung der Innenstadt erarbeitet. Er umfasst als Kernbausteine die Neugestaltung der Fußgängerzone und die städtebauliche Entwicklung des Bahnhofsumfeldes sowie als Initialprojekt die Neugestaltung des Rheinufers.

### #14 Stadt zum Rhein Bonn
Stadt Bonn
Obwohl Bonn traditionell vom Rheintourismus geprägt war, erschwerten topografische Höhenunterschiede und Verkehrstrassen die Verbindung zwischen Innenstadt und Rheinufer. Das Projekt „Stadt zum Rhein“ sollte das Innenstadtufer gestalterisch und funktional aufwerten. Eine umfassende Umsetzung im Rahmen der Regionale 2010 erfolgte nicht, jedoch wurde die Achse Bischofsplatz – Alter Zoll als Impulsprojekt neu gestaltet.

### #15 Stadträume am Rhein
Stadt Leverkusen, Stadt Köln, Rhein-Erft Kreis, Rhein-Sieg Kreis, Stadt Bonn
Das Kooperationsprojekt „Stadträume am Rhein“ untersuchte die Entwicklungspotenziale des Rheinabschnitts zwischen Bad Honnef und Leverkusen. Ziel war es, Städte und Gemeinden stärker mit dem Fluss zu verbinden und ungenutzte Chancen der Flusslandschaft zu erschließen. Internationale Modellprojekte lieferten Impulse für eine qualitätsvolle Gestaltung der Wasserkanten. Die Ergebnisse wurden in der Publikation „Stromlagen – Urbane Flusslandschaften gestalten“ festgehalten.

### #16 HochwasserKompetenzCentrum (HKC)
Stadt Köln
Das HochwasserKompetenzCentrum (HKC) wurde von der Kölner Hochwasserschutzzentrale initiiert und diente als überregionales Netzwerk für Hochwasserschutzakteure. Es fördert den Austausch zwischen Fachleuten, Bevölkerung, Unternehmen und Wissenschaft, um Hochwasservorsorge und Sensibilisierung zu stärken. Neben der Vermeidung und Schadensreduzierung durch Dialog unterstützt das HKC Forschung, Projekte und Studien zu Hochwassermanagement, Starkregenereignissen und Grundwasservorhersage. Interdisziplinäre Fachbeiräte begleiteten die Arbeit.

### #17 Rheinkonferenzen
Die Rheinkonferenzen wurden seit 2004 im Rahmen der Regionale 2010 durchgeführt. Ursprünglich für Planer konzipiert, standen sie später allen Interessierten offen. Sie dienten als interdisziplinäres Forum, förderten den Austausch und behandelten konkrete Fragestellungen zum Flussraum. Ziel war es, durch Dialog und Referenzprojekte wechselseitige Lerneffekte zu ermöglichen und die regionale Identität am Rhein zu stärken.

### #18 Leichlingen öffnet sich zur Wupper
Rheinisch-Bergischer Kreis
Nach Jahrzehnten der Abkehr von der Wupper aufgrund hoher Umweltbelastungen strebte Leichlingen eine Wiederannäherung an den Fluss an. Verbesserte Wasserqualität machte den Flussraum attraktiver, sodass Maßnahmen entwickelt wurden, um die Innenstadt mit der Wupper zu verbinden und sie zur neuen Stadtmitte zu machen.

### #19 Eitorf – Sprung an die Sieg
Rhein-Sieg-Kreis
Die Gemeinde Eitorf hat unter diesem Motto einen städtebaulichen Realisierungswettbewerb ausgelobt mit dem Ziel, die brachgefallenen Bahnflächen sowie das Bahnhofsumfeld städtebaulich und freiraumplanerisch aufzuwerten sowie die Querungsmöglichkeiten der Bahnlinie zu verbessern, um die Innenstadt besser mit dem jenseits der Bahn liegenden Siegufer zu verbinden.

## Städte Lohmar, Overath, Rösrath, Troisdorf
- Interkommunales Projekt: KennenLernenUmwelt

Im Städteverbund sind insbesondere für Kinder und Jugendliche gemeinsame, naturbezogene Bildungsangebote an folgenden Standorten geplant:
- - Lohmar: Naturschule Aggerbogen Wahlscheid
  - Overath: Gut Eichthal
  - Rösrath: Haus Eulenbroich
  - Troisdorf: Burg Wissem

## Stadt Königswinter
- Drachenfels
- Klosterlandschaft Heisterbach

## Stadt Erftstadt (Koordination)
- Erftstadt koordiniert mit Partnern aus der Region bis in die Eifel Aktivitäten zur Kategorie Kulturelles Erbe; und zwar soll unter dem Motto Erlebnisraum Römerstraße die Römerstraße Trier–Köln als Agrippa-Straße Köln-Trier wieder mehr ins Bewusstsein der Menschen der Gegenwart gebracht werden.

## Pulheim
- Im Grünzug Nordwest, der den Kölner Grüngürtel und darüber hinaus die Altrheinarme im Kölner Norden als eine der Radialen mit dem Dritten Grüngürtel, dem Naturpark Rheinland, verbindet, wird der weitgehend renaturierte Pulheimer Bach als Lehr- und Erlebnispfad mit den Neuen Energien jenseits der Glessener Höhe verbunden. Dabei wird mit Bergheim kooperiert.

## Oberbergischer Kreis
- Radroute Wasserquintett, ein fünf Talsperren verbindender Radrundwanderweg von ca. 80 km Länge, zum Teil auf alten Bahntrassen von Marienheide über Wipperfürth, Hückeswagen und Radevormwald zurück nach Marienheide.

## Rhein-Sieg-Kreis
- Das Fischereimuseum der Fischereibuderschaft Bergheim in Troisdorf-Bergheim wird mit einem Erweiterungsbau und einer didaktischen Neuausrichtung modernisiert.
- Das Projekt „Natur und Kultur quer zur Sieg“ hat im Mai 2012 die Lücken des Siegtal-Radweges geschlossen, der damit über 59,3 km ab Rosbach (Windeck) bis zur Siegmündung durchgängig befahrbar ist.

## Rhein-Erft-Kreis
- die Gemeinden Bedburg, Bergheim und Elsdorf (Rheinland) realisieren zusammen mit dem Rhein-Erft-Kreis und Unterstützung durch RWE Power eine 14 Kilometer lange Freizeitstrecke entlang der früheren Tagebau-Bandtrasse. Außerdem wird mit dem Forum :terra nova eine Aussichtsplattform mit Besucherinformationszentrum am Tagebau Hambach errichtet.